# Crevacuore
Crevacuore ist eine Gemeinde  in der italienischen Provinz Biella (BI), Region Piemont. 

## Lage und Einwohner
Sie liegt im Gebirgstal Valle Séssera und ist Teil der Verwaltungsgemeinschaft Comunità montana della Valle Séssera.
Die Nachbargemeinden sind Ailoche, Caprile, Curino, Guardabosone, Pray, Scopello, Serravalle Sesia, Sostegno und Trivero.
Das Gemeindegebiet umfasst eine Fläche von acht Quadratkilometer und hat 1365 Einwohner (Stand 31. Dezember 2023).